# Telestula humilis
Telestula humilis är en korallart som beskrevs av Thomson 1927. Telestula humilis ingår i släktet Telestula och familjen Clavulariidae. Inga underarter finns listade i Catalogue of Life.